# HD 48265
Nosaxa eller HD 48265 är en ensam stjärna belägen i den södra delen av stjärnbilden Akterskeppet. Den har en skenbar magnitud av ca 8,07 och kräver åtminstone ett mindre teleskop för att kunna observeras.  Baserat på parallaxmätning inom Hipparcosuppdraget på ca 11,1 mas, beräknas den befinna sig på ett avstånd på ca 293 ljusår (ca 90 parsek) från solen. Den rör sig bort från solen med en heliocentrisk radialhastighet på ca 22 km/s.

## Nomenklatur
HD 48265 fick på förslag av Argentina namnet Nosaxa i NameExoWorlds-kampanjen som 2019 anordnades av International Astronomical Union. Nosaxa betyder ”vårtid” på Moqoit-språket.

## Egenskaper
HD 48265 är en orange till gul stjärna i huvudserien av spektralklass G5 IV/V. Den har en massa som är ca 0,93 solmassor, en radie som är ca 2,3 solradier och har ca 0,62 gånger solens utstrålning av energi från dess fotosfär vid en effektiv temperatur av ca 5 500 K.

## Planetsystem
I oktober 2008 rapporterades exoplaneten, HD 48265 b, kretsa kring stjärnan. Detta objekt upptäcktes med metoden för radiell hastighetsmätning under en astronomisk undersökning utförd av Magellan Planet Search Program med användning av MIKE echelle-spektrografen på 6,5 m Magellan II (Clay) teleskopet.
| b | ≥1,47 ± 0,12 MJ | 1,81 ± 0,07 | 780,3 ± 4,6 | 0,08 ± 0,05 | - | - |